# Circo Massimo (album)
Circo Massimo è il primo album dal vivo di Antonello Venditti, registrato in occasione del concerto avvenuto domenica 15 maggio 1983 al Circo Massimo di Roma e pubblicato nello stesso anno.

## Descrizione
L'album contiene anche Grazie Roma, per celebrare il secondo scudetto conquistato dall'Associazione Sportiva Roma, domenica 8 maggio 1983 pareggiando 1-1 in casa del Genoa, inedita su LP in versione studio (in quanto pubblicata solo su 45 giri). Altro brano inedito è Circo Massimo, registrato dal vivo.

## Tracce
1. Eleonora - 5.14
2. Sara - 4.19
3. Roma capoccia - 5.39
4. Roma Roma - 2.14
5. Buona domenica - 6.58
6. Dimmelo tu cos'è - 5.03
7. Lilly - 6.39
8. Grazie Roma - 4.16
9. Bomba o non bomba - 6.28
10. Circo Massimo - 3.48

## Formazione
La band è praticamente la stessa del tour "Sotto la Pioggia" del 1982 e dei mini tours ad Amburgo - Concerto Teldec presentazione dell'LP "Sotto la Pioggia" e Dortmund - Westfalenhalle " ZDF RockPop in Concert" del 1983. L'unico cambiamento nell'organico è Mario Schilirò al posto di Claudio Bazzari.
- Antonello Venditti - voce
- Mario Schilirò - chitarra elettrica
- Derek Wilson - batteria
- Maurizio Boriolo, Alessandro Centofanti - tastiera

Stradaperta:
- Renato Bartolini - chitarra acustica ed elettrica, mandolino, cori
- Rodolfo Lamorgese - chitarra acustica, armonica a bocca, percussioni, cori
- Claudio Prosperini - chitarra elettrica
- Marco Vannozzi - basso
- Marco Valentini - flauto e sax

## Classifiche

### Classifiche settimanali
| Classifica (1983) | Posizione massima |
| ----------------- | ----------------- |
| Italia            | 6                 |

### Classifiche di fine anno
| Classifica (1983) | Posizione |
| ----------------- | --------- |
| Italia            | 44        |